# 30 Serpentis
30 Serpentis är en vit underjätte i stjärnbilden Vågen. Trots sin Flamsteed-beteckning tillhör den inte Ormens stjärnbild. Den ligger på gränsen mellan stjärnbilderna och fick byta tillhörighet vid översynen av gränser mellan stjärnbilderna år 1930 och benämns efter bytet av stjärnbild ofta med sin HD-beteckning, HD 141378.
30 Serpentis har visuell magnitud +5,52 och är synlig för blotta ögat vid god seeing. Den befinner sig på ett avstånd av ungefär 175 ljusår.